# Davit Q'ipiani
Davit Davitis Dze Q'ipiani (in georgiano დავით დავითის ძე ყიფიანი?, in russo Давид Давидович Кипиани?, David Davidovič Kipiani; Tbilisi, 18 novembre 1951 – Tbilisi, 17 settembre 2001) è stato un calciatore e allenatore di calcio sovietico dal 1991 georgiano, di ruolo centrocampista.

## Carriera
Vinse con la Dinamo Tbilisi il campionato sovietico nel 1978, la Coppa dell'Unione Sovietica nel 1976 e nel 1979 e la Coppa delle Coppe nel 1981. Fu calciatore sovietico dell'anno nel 1977 ma non ebbe mai occasione di giocare un mondiale con la sua Nazionale, avendo dovuto saltare per infortunio l'edizione di Spagna '82. Con l'Unione Sovietica ottenne comunque una medaglia i bronzo alle Olimpiadi del 1976. Da allenatore invece vinse per cinque volte il campionato georgiano con Dinamo Tbilisi (1995, 1996, 1997) e T'orp'edo Kutaisi (2000, 2001).

## Morte
Morì il 17 settembre 2001 a Tbilisi in seguito alle ferite riportate in un incidente stradale.

## Intitolazioni
Gli sono stati intitolati la coppa di Georgia oltre allo Stadio Davit Q'ipiani della città di Gurjaani.

## Palmarès

### Giocatore

#### Club

##### Competizioni nazionali
- Campionato sovietico: 1

Dinamo Tbilisi: 1978
- Coppe sovietiche: 2

Dinamo Tbilisi: 1976, 1979

##### Competizioni internazionali
- Coppa delle Coppe: 1

Dinamo Tblilsi : 1980-81

#### Nazionale
- Bronzo olimpico: 1

Montréal 1976

#### Individuale
- Calciatore sovietico dell'anno: 1

1977

### Allenatore
- Campionato georgiano: 2

Dinamo Tbilisi: 1995-1996, 1996-1997
- Coppa di Georgia: 3

Dinamo Tbilisi: 1995, 1996, 1997
- Supercoppa di Georgia: 1

Dinamo Tbilisi: 1996